# Marisson et ses évolutions
Marisson et ses évolutions Boguérisse et Blindépique — en japonais, respectivement ハリマロン (Harimaron), ハリボーグ (Haribōgu) et ブリガロン (Brigarron) — sont trois espèces de Pokémon de type plante de 6e génération. Apparu pour la première fois dans Pokémon X et Y, Marisson est un des Pokémon de départ de ce jeu.

## Création
La franchise Pokémon, développée par Game Freak pour Nintendo et introduite au Japon en 1996, tourne autour du concept de capture et d'entraînement de 150 espèces de créatures appelées Pokémon, afin de les utiliser pour combattre des Pokémon sauvages et ceux d'autres dresseurs Pokémon, qu'il s'agisse de personnages non-joueurs ou d'autres joueurs humains. La puissance des Pokémon au combat est déterminée par leurs statistiques d'attaque, de défense et de vitesse et ils peuvent apprendre de nouvelles capacités en accumulant des points d'expérience ou si leur dresseur leur donne certains objets.

### Étymologie
Nintendo choisit de donner aux Pokémon des noms « astucieux et descriptifs », liés à l'apparence ou aux pouvoirs des créatures, lors de la traduction des jeux ; il s'agit d'un moyen de rendre les personnages plus compréhensibles pour les enfants, notamment américains.
En français, Marisson est un mot-valise composé de « marron » et de « hérisson ». En anglais, Chespin est composé de « chestnut » (châtaignier) et pin, broche qui fait référence aux pics sur sa tête.

## Description
Marisson est un Pokémon de type Plante. Dans les jeux, il évolue en Boguérisse au niveau 16 puis en Blindépique au niveau 36.

### Boguérisse
Boguérisse est la première évolution de Marisson. Celui-ci est de type plante. Il s'entraine fréquemment au combat en se ruant sur les individus. Il a des épines.

### Blindépique
Blindépique est l'ultime évolution de Marisson après Boguérisse. Blindépique est de type plante/combat. Il utilise son corps comme bouclier qui peut le protéger d'une explosion.

## Apparitions

### Jeux vidéo
Marisson, Boguérisse et Blindépique apparaissent dans série de jeux vidéo Pokémon. D'abord en japonais, puis traduits en plusieurs autres langues, ces jeux ont été vendus à plus de 200 millions d'exemplaires à travers le monde.

### Série télévisée et films
La série télévisée Pokémon ainsi que les films sont des aventures séparées de la plupart des autres versions de Pokémon et mettent en scène Sacha en tant que personnage principal. Sacha et ses compagnons voyagent à travers le monde Pokémon en combattant d'autres dresseurs Pokémon.

## Réception
Pour la Coupe du monde de football de 2014, Marisson et d'autres Pokémon deviennent les mascottes officielles de l'équipe du Japon de football.